# Piotr Dubiel
Piotr „Czombe” Dubiel – polski gitarzysta, współzałożyciel zespołu TZN Xenna, członek zespołów Tilt i Deuter.

## Życiorys
W 1981 roku współtworzył zespół TZN Xenna. Szybko został zastąpiony przez Marka „Markusa” Kucharskiego. Później Piotr Dubiel trafił do zespołu Deuter. Gościnnie brał udział w nagraniu utworu „Piosenka o mojej generacji” na debiutanckim albumie zespołu Deuter. W tym samym czasie współtworzył debiutancki album Tiltu.
W 2012 roku wraz z Voytkiem Konikiewiczem, Tomaszem Lipińskim i Ryszardem Wojciulem Piotr Dubiel planował stworzyć związek zawodowy muzyków. 

## Dyskografia
Deuter
- 1987 (1988)
- Ojczyzna dumna 1981–1986 (1995)
- Ojczyzna Blizna (2011)

Tilt
- Tilt (1988)